# Premio Guardián de Ficción
El Premio Guardián de Ficción  (en inglés: Guardian Fiction Prize) fue un premio literario del Reino Unido establecido en 1965 y patrocinado por el periódico The Guardian. El premio se otorgó anualmente durante treinta y tres años a un libro de ficción publicado en el Reino Unido y escrito por un autor británico o de la Mancomunidad de Naciones. En 1999, el diario británico remplazó este galardón por el Premio Guardián al Primer Libro, que premia el primer libro de un autor sea de ficción o de no ficción.

## Ganadores
Los ganadores del Premio Guardián de Ficción fueron:
- 1965 	Clive Barry, Crumb Borne
- 1966 	Archie Hind, The Dear Green Place
- 1967 	Eva Figes, Winter Journey
- 1968 	P. J. Kavanagh, A Song and a Dance
- 1969 	Maurice Leitch, Poor Lazarus
- 1970 	Margaret Blount, When Did You Last See your Father?
- 1971 	Thomas Kilroy, The Big Chapel
- 1972 	John Berger, G
- 1973 	Peter Redgrove, In the Country of the Skin
- 1974 	Beryl Bainbridge, The Bottle Factory Outing
- 1975 	Sylvia Clayton, Friends and Romans
- 1976 	Robert Nye, Falstaff
- 1977 	Michael Moorcock, The Condition of Muzak
- 1978 	Roy Heath, The Murderer
- 1979 	Neil Jordan, Night in Tunisia y Dambudzo Marechera, The House of Hunger.[4]
- 1980 	J. L. Carr, A Month in the Country
- 1981 	John Banville, Kepler
- 1982 	Glyn Hughes, Where I Used to Play on the Green
- 1983 	Graham Swift, Waterland
- 1984 	J. G. Ballard, Empire of the Sun
- 1985 	Peter Ackroyd, Hawksmoor
- 1986 	Jim Crace, Continent
- 1987 	Peter Benson, The Levels
- 1988 	Lucy Ellmann, Sweet Desserts
- 1989 	Carol Lake, Rosehill: Portrait from a Midlands City
- 1990 	Pauline Melville, Shape-Shifter
- 1991 	Alan Judd, The Devil's Own Work
- 1992 	Alasdair Gray, Poor Things
- 1993 	Pat Barker, The Eye in the Door
- 1994 	Candia McWilliam, Debatable Land
- 1995 	James Buchan, Heart's Journey in Winter
- 1996 	Seamus Deane, Reading in the Dark
- 1997 	Anne Michaels, Fugitive Pieces
- 1998 	Jackie Kay, Trumpet